# Арцехув (Воломінський повіт)
Арцехув (пол. Arciechów) — село в Польщі, у гміні Радзимін Воломінського повіту Мазовецького воєводства.
Населення — 193 особи (2011).
У 1975-1998 роках село належало до Варшавського воєводства.

## Демографія
Демографічна структура станом на 31 березня 2011 року:
|          | Загалом | Допрацездатний вік | Працездатний вік | Постпрацездатний вік |
| -------- | ------- | ------------------ | ---------------- | -------------------- |
| Чоловіки | 100     | 23                 | 70               | 7                    |
| Жінки    | 93      | 17                 | 60               | 16                   |
| Разом    | 193     | 40                 | 130              | 23                   |